# Brice Bauderon (médecin)
Pour les articles homonymes, voir Brice Bauderon et Bauderon.
Brice Bauderon est un médecin français né à Paray-le-Monial dans le Charolais en 1539 et mort à Mâcon en 1623. Il est le père de Gratien Bauderon (1583-1615).
Après avoir étudié la médecine à Montpellier, il vint se fixer à Mâcon, où il exerça son art jusqu'à sa mort. Il a laissé Praxis medica in duos tractatus distincta (Paris, 1620, in-4°), ouvrage qui a été traduit en anglais, et une Pharmacopée (Lyon, 1583, in-8°), qui a eu de très nombreuses éditions et qui, de son temps, était fort estimée.